# István Sahin-Tóth
István Sahin-Tóth (Kecskemét, 13 luglio 1936 – aprile 2025) è stato un cestista ungherese.

## Carriera
Con l'Ungheria disputò due edizioni dei Campionati europei (1957, 1961).